# American Ballet Theatre
L'American Ballet Theatre (ABT) és una companyia de ballet clàssic amb seu a la ciutat de Nova York. Fundada el 1939 per Lucia Chase i Richard Pleasant. Fins al 2019, va tenir una temporada anual de vuit setmanes a la Metropolitan Opera House (Lincoln Center) a la primavera i una temporada més curta al David H. Koch Theater a la tardor. La companyia tenia programada una temporada de primavera de cinc setmanes al MET, precedida per una temporada de dues setmanes al Koch Theater a partir del 2020. L'American Ballet Theatre és la matriu de la Jacqueline Kennedy Onassis School, i va ser reconeguda com a "America's National Ballet Company" el 2006 pel Congrés dels Estats Units.

## Història

### Inicis 1930-1949
La companyia es va fundar originalment el 1937 com a Mordkin Ballet de la companyia d'Anna Pavlova, es va reorganitzar sota la direcció de ballarina americana Lucia Chase, i Richard Pleasant, gerent de ballet i agent de publicitat. Ambdós es van comprometre a crear "una companyia a gran escala amb un repertori eclèctic".  El 1940 es produeix el canvi de nom com a Ballet Theatre. El 1939, Pleasant i Chase La primera actuació de la seva nova companyia va ser l'11 de gener de 1940. Chase va començar a desenvolupar el repertori de la companyia de ballets de llarga durada coneguts, així com obres originals, enmig de problemes financers. El 1945, Oliver Smith es va unir al Ballet Theatre i es va convertir en codirector amb Chase.
En aquesta primera època es va comptar amb el coreògraf britànic Antony Tudor, que va debutar als Estats Units amb la companyia i va ser un dels principals artífexs del seu èxit internacional. Un altre impuls creatiu el va protagonitzar la llegendària Agnes de Mille, la qual va posar en escena la majoria de les seves obres de ballet. Molts coreògrafs van muntar obres especialment per a l'American Ballet, com ara George Balanchine amb el seu estil neoclàssic conegut com a Balanchine Style, Adolph Bolm, Michel Fokine, Léonide Massine, Bronislava Nijinska o Jerome Robbins, el qual va tenir una extensa carrera amb peces com On the Town (1944), Common Ground (1945), Interplay (1945),  Billion Dollar Baby (1945), Fancy Free (1946),-un ballet sobre tres mariners de la Marina que estaven de permís a terra a la ciutat de Nova York- High Button Shoes (1947),  Look, Ma, I'm Dancin'! (1948) o Miss Liberty  (1949) que el permetrien rebre reconeixements posteriors en la dècada dels 1960 i 1980.
En aquest període destaca el sorgiment d'Alicia Alonso com a solista de la companyia, la qual interpretaria papers a l'obra de Antony Tudor coneguda com Undertow i a Theme and Variations de George Balanchine, una de les seves millors creacions. Com a prima ballerina representaria Fall River Legend d'Agnes De Mille el 1948. El ballarí John Kriza també va protagonitzar representacions inoblidables amb aquesta companyia.
El 1942, el Ballet Theatre va començar a fer gires pels Estats Units sota els auspicis de l'empresari Sol Hurok (1888–1974). Va promocionar la companyia com "El més gran del ballet rus pel Ballet Theatre", atraient el públic amb ballets clàssics del segle XIX com ara Giselle i El llac dels cignes. Quatre anys més tard, la companyia va acomiadar Hurok i va tornar a la seva missió original de mostrar un repertori divers, emfatitzant un estil clarament americà.

### 1950 - 1979
En la dècada de 1950, el president Dwight D. Eisenhower va entendre la importància de representar els Estats Units amb els valors de la cultura americana, la companyia va adoptar permanentment el nom d'American Ballet Theatre (ABT) el 1957. El 1953, el president Eisenhower va felicitar personalment la companyia per treballar com a ambaixador cultural.
Durant la Guerra Freda, el govern dels Estats Units va fer un esforç concertat amb les companyies de dansa americanes a través de gires internacionals, algunes d'elles patrocinades pel Departament d'Estat, que afavorien alhora una important font d'ingressos. La gira més important pel seu alt valor polític va ser el 1960, quan va visitar Rússia, convertint-se en la primera gran companyia de dansa americana a actuar-hi. L'ABT va aconseguir guanyar-se el públic soviètic, obtenint respostes entusiastes dels ballarins russos i d'alts funcionaris del govern, inclòs el primer ministre Nikita Khrusxov. L'ABT tornaria a Rússia el 1965, de nou sota els auspicis del Departament d'Estat.
El 1962, l'ABT va ser convidada a Washington D. C. per a actuar a la Casa Blanca per al matrimoni Kennedy.L'ABT va ser una de les primeres organitzacions a rebre una subvenció del recentment fundat National Endowment for the Arts el 1966, fet que demostra la importància de la companyia en la cultura americana. A mitjans dels anys seixanta, ABT havia aconseguit l'estatus de ser una de les millors companyies de dansa del món i havia viatjat a desenes de països, tal com ho representa la portada de l'edició de 1964 del programa de records.
En aquesta època destaca el protagonisme del ballarí i coreògraf Alvin Ailey el qual lluità per la defensa dels drets civils a través de la dansa formant el 1958 l'⁣Alvin Ailey American Dance Theater, formada principalment amb membres de l'ètnia afroamericana. Entre les moltes obres que va coreografiar per la companyia trobem la representació Revelations de 1960, formada per espirituals afroamericans.
Durant la Guerra Freda, el govern dels Estats Units va fer un esforç concertat amb les companyies de dansa americanes a través de gires internacionals, algunes d'elles patrocinades pel Departament d'Estat, que afavorien alhora una important font d'ingressos. La gira més important pel seu alt valor polític va ser el 1960, quan va visitar Rússia, convertint-se en la primera gran companyia de dansa americana a actuar-hi. L'ABT va aconseguir guanyar-se el públic soviètic, obtenint respostes entusiastes dels ballarins russos i d'alts funcionaris del govern, inclòs el primer ministre Nikita Khrusxov. L'ABT tornaria a Rússia el 1965, de nou sota els auspicis del Departament d'Estat.
Durant les dècades de 1960 i 1970, les perspectives de la companyia van millorar a causa d'un finançament privat més favorable. Durant aquest període, l'American Ballet Theatre va canviar el seu enfocament en el ballet cap al reclutament d'intèrprets estrella. Entre aquests, podem destacar en una primera etapa dels seixanta a: Erik Bruhn, Lupe Serrano,  Patricia Wilde, Mia Slavenska o Royes Fernandez, i en la dècada dels 1970 a Natalia Makarova, Carla Fracci, Gelsey Kirkland, Cynthia Gregory, John Prinz o Mikhaïl Baríxnikov. La producció de l'American Ballet de 1976 El Trencanous, protagonitzada per Mikhail Baryshnikov i Gelsey Kirkland, es va televisar l'any següent i s'ha convertit en un clàssic de la radiodifusió.
El 1977, la companyia va començar la seva temporada de primavera a la Metropolitan Opera House, la seva nova seu oficial.

### 1980 - 1991
Mikhaïl Baríxnikov es va convertir en director artístic de l'American Ballet Theatre el 1980. Baríxnikov va posar en escena, reescenificar i restaurar nombrosos ballets clàssics i, segons la companyia, va enfortir la seva tradició clàssica. Barixnikov va ser substituït el 1989 per Jane Hermann i Oliver Smith, que van romandre com a directors artístics fins al 1992, quan Kevin McKenzie va rebre el nomenament.
En aquest període, la ballarina americana Twyla Tharp ingressa a l'ABT l'any 1988. Amb Baríxnikov va protagonitzar Deuce Coupe, el que es considera el primer "ballet crossover", una barreja de ballet i dansa moderna. Més tard va coreografiar Push Comes to Shove, amb el mateix partner, i que ara es considera el millor exemple de ballet crossover.
Durant aquest periode els ballarins més destacats són: Natalia Makarova,Martine van Hamel, Amanda McKerrow,Marianna Tcherkassky, Gelsey Kirkland,Fernando Bujones, i Robert La Fosse

### 1992 - 2022
Kevin McKenzie va satisfer les demandes del públic del ballet tradicional, prioritzant els ballets narratius de llarga durada. També va aconseguir mantenir la companyia a flotació durant moments d'inestabilitat financera. El 2004 va establir una escola de ballet associada oficial, la Jacqueline Kennedy Onassis School. Després d'un llarg període sense coreògraf intern, McKenzie va nomenar Alexei Ratmanski com a "Artista Resident" el gener de 2009.
En la dècada dels 1990 les figures més rellevants són: Paolma Herrera, Julie Kent, José Manuel Carreño, Nina Ananiashvili, Ángel Corella, i Irina Dvorovenko mantenint el seu estatus Cynthia Gregory i Alessandra Ferri,
El 2006, el Congrés dels Estats Units reconeixzeria oficialment l'ABT com a "Companyia Nacional de Ballet d'Amèrica".
McKenzie va deixar la companyia a finals de 2022, tal com s'havia anunciat el 2021. Susan Jaffe es va fer càrrec de la companyia a finals de 2022. Ratmansky va deixar la companyia el juny de 2023.

## Equip artístic

### Directors artístics
- Lucia Chase and Oliver Smith (1940–1980)
- Mikhail Baryshnikov (1980–1989)
- Jane Hermann and Oliver Smith (1989–1992)
- Kevin McKenzie (1992–2022)[28]
- Susan Jaffe (2022–present)

### Director executiu i CEO
- Rachel S. Moore Executive director (2003–2011) CEO (2011–2016)

### Director executiu
- Kara Medoff Barnett (2016–2021)
- Janet Rollé (2021–2023)
- Barry Hughson (2024–present)

### Coreògrafs residents
- Antony Tudor (1940–1950)
- Alexei Ratmansky (2009–2023)

### Directors musicals i orquestra
- Joseph Levine, (1911–1994) (director d'orquestra i musical) (1950–1958)
- Ormsby Wilkins (director musical) (actual)
- Charles Barker (director principal) (actual)
- David LaMarche (director) (actual)
- Benjamin Bowman (concertino) (current)

## Ballarins
L'American Ballet Theatre té quatre nivells dins de la companyia. En ordre ascendent són: aprenent, cos de ballet, solista i principal.

### Principals
| Nom                  | Nacionalitat  | Trajectòria | Ingrés ABT | Any promoció principal  | Altres companyies |
| -------------------- | ------------- | --- | ---------- | ----------------------- | --- |
| Joo Won Ahn          | Corea del Sud | Y.J. Ballet People Academy Sun Hwa Art School Korea National University of Arts                                    | 2014       | 2020                    | |
| Aran Bell            | Estats Units  | Central Pennsylvania Youth Ballet                                                                                  | 2017       | 2020                    | |
| Isabella Boylston    | Estats Units  | Academy of Colorado Ballet Harid Conservatory ABT Studio Company                                                   | 2007       | 2014                    | Ballet de l'Òpera Nacional de París Ballet Mariïnski Ballet de l'Òpera de Roma Ballet Estable del Teatro Colón Ballet Reial de Dinamarca                                                                   |
| Skylar Brandt        | Estats Units  | Scarsdale Ballet Studio ABT Jacqueline Kennedy Onassis School ABT II (now the ABT Studio Company)                  | 2011       | 2020                    | |
| Daniel Camargo       | Brasil        | John Cranko School                                                                                                 | 2022       | N/A Joined as Principal | Ballet de Stuttgart Ballet Nacional d'Holanda |
| Misty Copeland       | Estats Units  | San Pedro City Ballet Lauridsen Ballet Center San Francisco Ballet School ABT Studio Company                       | 2001       | 2015                    | |
| Herman Cornejo       | Argentina     | Instituto Superior de Arte at Teatro Colón School of American Ballet                                               | 1999       | 2003                    | Ballet del Teatro Argentino de La Plata Ballet Argentino Barcelona Ballet (antic Corella Ballet Castilla y León) Compañia de Danza Comtemporánea de Cuba Boston Ballet New York City Ballet Sapporo Ballet |
| Thomas Forster       | Regne Unit    | Royal Ballet School Associate Programme Elmhurst School of Dance Royal Ballet School ABT Studio Company            | 2007       | 2020                    | |
| Isaac Hernández      | Mèxic         | The Rock School for Dance Education ABT Studio Company                                                             | 2025       | N/A Joined as Principal | San Francisco Ballet Ballet Nacional d'Holanda English National Ballet |
| Catherine Hurlin     | Estats Units  | Scarsdale Ballet Studio Westchester Dance Academy Jacqueline Kennedy Onassis School ABT Studio Company             | 2014       | 2022                    | |
| Chloe Misseldine     | Estats Units  | Orlando Ballet School ABT Studio Company                                                                           | 2021       | 2024                    | |
| Gillian Murphy       | Estats Units  | University of North Carolina School of the Arts Columbia City Ballet                                               | 1996       | 2002                    | Ballet Nacional d'Ucraína Ballet Mariïnski Royal New Zealand Ballet Ballet Reial de Suècia Ballet de l'Opera de Berlin                                                                                     |
| Calvin Royal III     | Estats Units  | Pinellas County Center for the Arts Academy of Ballet Arts Jacqueline Kennedy Onassis School ABT II                | 2011       | 2017                    | |
| Hee Seo              | Corea del Sud | Sun-hwa Arts Middle School Universal Ballet Academy John Cranko School ABT Studio Company                          | 2006       | 2012                    | Ballet Mariïnski |
| Christine Shevchenko | Ucraïna       | The Rock School for Dance Education ABT Studio Company                                                             | 2008       | 2017                    | |
| Cory Stearns         | Estats Units  | Seiskaya Ballet School Royal Ballet School ABT Studio Company                                                      | 2006       | 2011                    | The Royal Ballet |
| Devon Teuscher       | Estats Units  | Champaign-Urbana Ballet Academy Vermont Ballet Theatre School Jacqueline Kennedy Onassis School ABT Studio Company | 2008       | 2017                    | |
| Cassandra Trenary    | Estats Units  | Lawrenceville School of Ballet ABT Jacqueline Kennedy Onassis School ABT II (now the ABT Studio Company)           | 2011       | 2020                    | |
| James B. Whiteside   | Estats Units  | D'Valda and Sirico Dance and Music Centre Virginia School of the Arts Boston Ballet II                             | 2012       | 2013                    | Boston Ballet Ballet de Filipines |
| Roman Zhurbin        | Rússia        | LaGuardia High School Studio Maestro ABT Studio Company                                                            | 2005       | 2022                    | |

### Solistes
Els ballarins solistes que han format part de l'ABT han estat:
| Nom              | Nationalitat  | Trajectòria                                                                                           | Ingrés ABT | Promoció com solista | Altres companyies    |
| ---------------- | ------------- | --- | ---------- | -------------------- | -------------------- |
| Jarod Curley     | Estats Units  | Frederick School of Classical Ballet Next Generation Ballet John Cranko School                        | 2018       | 2024                 |                      |
| Zhong-Jing Fang  | Xile          | Shanghai Ballet School Shanghai Drama University                                                      | 2004       | 2018                 |                      |
| Lea Fleytoux     | França        | Conservatoire Municipal Camille Saint-Saens Ecole National Danse Marseille ABT JKO School             | 2018       | 2024                 |                      |
| Patrick Frenette | Canadà        | Goh Ballet Academy School of American Ballet                                                          | 2013       | 2024                 |                      |
| Carlos Gonzalez  | Espanya       | El Conservatorio Profesional de Danza Fortea El Real Conservatorio Profesional de Danza Mariemma      | 2016       | 2024                 |                      |
| Breanne Granlund | Estats Units  | Ballet Academy of Texas ABT Studio Company                                                            | 2016       | 2022                 |                      |
| Sung Woo Han     | Corea del Sud | Sun-hwa Arts Middle School Royal Ballet School                                                        | 2013       | 2022                 |                      |
| Fangqi Li        | Xile          | Beijing Dance Academy The National Ballet of China ABT Studio Company                                 | 2018       | 2024                 |                      |
| Betsy McBride    | Estats Units  | Ballet Academy of Texas Texas Ballet Theater School                                                   | 2015       | 2022                 | Texas Ballet Theater |
| SunMi Park       | Corea del Sud | Sun-hwa Middle and High School of the Arts Korea National Institute of Gifted Arts ABT Studio Company | 2022       | 2022                 |                      |
| Jake Roxander    | Estats Units  | Studio Roxander Pennsylvania Ballet II ABT Studio Company                                             | 2022       | 2024                 |                      |

## Ex ballarins
La següent és una llista parcial d'antics ballarins amb ABT, classificats segons el seu rang més alt abans de deixar la companyia.

### Antics ballarins principals
- Stella Abrera (1996–2020)
- Ivan Allen (1950s–1960s)
- Alicia Alonso (1943–1948)[32]
- Nina Ananiashvili (1993–2009)[33]
- Victor Barbee (1975–2003)[34]
- Mikhail Baryshnikov (1974–1978)
- Patrick Bissell (1977–1987)
- Julio Bocca (1986–2006)[35]
- Karena Brock (1973–?)
- Leslie Browne (1976–1993)[36]
- Erik Bruhn (1949–1958, 1961–1972)
- Fernando Bujones (1972–85, 1990s)[37]
- Maxim Beloserkovsky (1994-2012)[38]
- José Manuel Carreño (1995–2011)[39]
- Lucia Chase (1940–1960)
- Ángel Corella (1996–2012)[40]
- Eleonor D'Antuono (1961–1981)
- Anton Dolin (1940–1946)[41]
- Irina Dvorovenko (1996–2013)[42]
- Royes Fernandez (1957–1972)[43]
- Alessandra Ferri (1985–2007)[44]
- Carla Fracci (1967–?)[45]
- Alexander Godunov (1979–1982)
- Guillaume Graffin (1988–2005)
- Cynthia Gregory (1965–1991)[46]
- Cynthia Harvey (1974–1986, 1988–1996)[47]
- Susan Jaffe (1980–2002)[48]
- Julie Kent (1993–2015)
- Gelsey Kirkland (1974–1984)[49]

- Ruth Ann Koesun (1946–1969)[50]
- John Kriza (1940–1966)
- Robert La Fosse (1977–1986)[51]
- Harold Lang (1943–1945)
- Annabelle Lyon (1939–1943)[52]
- Natalia Makarova (1970–1986)[53]
- Vladimir Malakhov (1995–2008)[54]
- Alicia Markova (1941–1946)[55]
- Bruce Marks (1961–1968)
- Kevin McKenzie (1979–1991)[56]
- Amanda McKerrow (1982–2005)[57]
- Kathleen Moore (1982–2006)[58]
- Veronika Part (2002–2017)[59]
- Kirk Peterson (1974–1980)[60]
- Danilo Radojevic (1978–1993)[61]
- Johan Renvall (1978–1996)[62]
- Keith Roberts (1987–1999)[63]
- Ethan Stiefel (1997–2012)[64]
- Marianna Tcherkassky (1970–1996)[65]
- Ashley Tuttle (1987–2004)[66]
- Martine van Hamel (1970–1992)[67]
- Edward Verso (1962–1968)
- Michele Wiles (1998–2011)[68]
- Diana Vishneva (2005–2017)[69]
- Marcelo Gomes (1997–2018)
- Roberto Bolle (2009–2019)
- Sarah Lane (2004–2020)

### Antics solistes
- Kristi Boone (2000–2014)[70]
- Ethan Brown (1981–2004)[71]
- Gabrielle Brown (1980–1996)
- Sandra Brown (1987–2003)[72]
- Tener Brown (1979–1986)
- Carmen Corella (1998–2007)[73]
- Erica Cornejo (1998–2007)[74]
- Royes Fernandez (1950–1953)
- George de la Peña (1970s–1985)
- Joaquín De Luz (1997–2003)[75]
- Lisa de Ribere (1979–1984)[76]
- Melissa Hayden (1945–1947)[77]
- Yuriko Kajiya (2002–2014)[78]
- Elaine Kudo
- Anna Liceica (1996–2007)[79]
- Carlos Lopez (2001–2011)[80]
- Charles Maple (1972–1983)[81]
- Jared Matthews (2002–2014)[78]
- Simone Messmer (2002–2013)[82]
- Monique Meunier (2002–2007)[83]>
- Carlos Molina (1998–2007)[84]
- Sascha Radetsky (1995–2014)[85]
- Amy Rose (1979–1992)[86]
- Gennadi Saveliev (1996–2012)[87]

### Antic cos de ballet
- Maria Bystrova (2000–2010)[88]
- Tobin Eason (2002–2012)[89]
- Aino Ettala (2010)[90]
- Jeffrey Golladay (2003–2012)
- Melanie Hamrick (2004–2019)
- Meaghan Hinkis (2010–2011)[91]
- Carrie Jensen (2000–2009)[92]
- Clinton Luckett (1992–2002)[93]
- Joseph Phillips (2008–2013)[94]
- Brendali Staana Espiritu
- Isaac Stappas (2000–2011)[95]
- Sarawanee Tanatanit (2002–2008)[96]
- Mary Mills Thomas (2008–2011)[97]
- Melissa Thomas (2002–2009)[98]
- Katharine Wildish (1985–1987)
- Bo Busby[99]

- John Kriza i Lupe Serrano durant la representació de "The Combat".(1957)
- Kaye MacKinnon al camerí de Sarah Bernhardt del Teatre de les Nacions (1946).
- Retrat d' Alicia Markova i Milorad Miscovitch, a L'apres-midi d'un faune (1954)
- Maria Tallchief i Erik Bruhn a la portada de Dance Magazine (1961)
- Reina Beatriu d'Holanda amb Martine Hamel i Kevin Mc Kenzie (1982)
- Mikhail Baryshnikov i Alessandra Ferri representant a Sir Kenneth MacMillan al Requiem d'Andrew Lloyd Webber (1986)
- L'American Ballet Theatre interpretant "Romeo et Juliette" al Castell de Peralada (2002)
- Marcelo Gomes and Julie Kent (2007)
- Hee Seo i Jared Matthews (2014)
- Alina Somova i David Hallberg a La Bella Dorment, (2010)
- De Luz en el rol de James, a La Sylphide. Teatre de la Zarzuela (2023).

## Escoles i programes

### Jacqueline Kennedy Onassis School
L'escola Jacqueline Kennedy Onassis de l'American Ballet Theatre (ABT/JKO School) és l'escola associada de l'American Ballet Theatre situada al districte Flatiron de Manhattan, Nova York. L'escola comprèn una divisió infantil per a nens de 4 a 12 anys, una divisió preprofessional per a nens de 12 a 18 anys i el programa preparatori Studio Company per a nens de 16 a 20 anys. Cynthia Harvey, exballarina de l'ABT, és la directora artística de l'escola.

### Studio Company
ABT Studio Company, anteriorment coneguda com a ABT II, és una petita companyia de 12 joves ballarins, d'entre 16 i 20 anys, seleccionats personalment per ABT. És el nivell més alt de l'escala de formació de l'American Ballet Theatre i actualment és una extensió de l'escola ABT JKO. Aquests ballarins s'entrenen en el programa per unir-se a la companyia principal d'ABT o a altres companyies professionals punteres, i el programa és descrit per ABT com "un pont entre la formació en ballet i l'actuació professional".

### Project Plié
El Projecte Plié és una iniciativa de diversitat llançada el 2013 per Rachel Moore, que aleshores era directora executiva i CEO d'ABT. Després de la seva marxa, el projecte va ser supervisat pel director artístic Kevin McKenzie i Mary Jo Ziesel, directora d'educació i formació d'ABT. El programa va ser inspirat per la ballarina principal d'ABT, Misty Copeland, i té com a objectiu "augmentar la representació racial i ètnica en el ballet i diversificar les companyies de ballet dels Estats Units". La iniciativa està formada per una combinació de col·laboracions dins de la comunitat i la indústria, a més de beques i oportunitats d'exposició per a nens de color. A partir del 2013, el Projecte Plié ha atorgat beques a joves d'entre 9 i 18 anys, incloent-hi l'Escola ABT/JKO, els programes intensius d'estiu d'ABT i el Taller de Joves Ballarins d'ABT.